# Shonen Onmyoji
Shōnen Onmyōji (яп. 少年陰陽師 Сё:нэн Оммё:дзи, Юный мастер Инь-Ян) — серия лайт-новел, автором которых является Мицуру Юки, иллюстратор — Сакура Асаги. Роман выпускался издательством Kadokawa Shoten в журнале Kadokawa Beans Bunko. Всего выпущено 36 томов романа. Позже на основе сюжета романа Хиноко Сэтой был выпущен 1 том манги в 2005 году.
Позже студией Studio Deen был выпущен аниме-сериал, которые транслировался по телеканалу Kansai TV с е октября 2006 года по 13 марта 2007 года. Всего было выпущено 26 серий аниме. Сериал лицензирован для показа на территории США компанией Geneon. Сериал транслировался на английском языке на территории Юго-Восточной Азии и Южной Азии.

## Сюжет
Действие происходит в Японии, в эпоху Хэйан в городе Сакураи. Внук легендарного оммёдзи Абэ-но Сэймэя — Абэ-но Масахиро встречает нечаянно необычного зверька — аякаси, который оказывается одним из 12 Сикигами Сэймэя. Масахиро называет его Моккуном. Он соглашается следовать за Масахиро и быть его сикигами. Вместе с новым соратником Масахиро предстоит сражаться с разными ёкаями а также защищать принцессу Акико, позже которая влюбится в него. Главная мечта Масахиро — стать великим оммёдзи и превзойти своего деда, так как практически все полагают, что Масахиро известен в городе как оммёдзи лишь благодаря связям его деда.

## Список персонажей
Абэ-но Масахиро (яп. 安倍昌浩)
Сэйю: Юки Кайда
Главный герой истории. Ему 13 лет и он молодой оммёдзи (экзорцист). Все называют его Внуком Сэймэя, что раздражает мальчика. В начале истории не может видеть духов, оказывается потому, что Сэймэй запечатал в нём эту способность, так как по его словам ёкаи боятся людей, которые могут видеть их и в таком случае убивают последних. В начале истории встречается с Моккуном (так Сэймэй его назвал), и делает добровольно его своим сикигами. В дальнейшем Масахиро снова сможет видеть духов и будет сражаться против них с Гурэном (Моккуном). В отличие от большинства людей очень дружелюбно относится к Ёкаям и духам, которые мирно настроены и так находит множество друзей среди них. У него есть 2 старших брата, которые уже женились. Масахиро поручили охранять императорскую принцессу — Акико, вскоре они влюбляются друг в друга. Масахиро посещает элитное общежитие оммёдзи, там к нему относятся с презрением, полагая, что Масахиро попал туда лишь благодаря связям деда. По иронии судьбы сам Масахиро никогда не демонстрирует свои способности в школе и продолжает держать в заблуждении одноклассников, что он бездарный оммёдзи. Когда Гурэн был под властью миазмы (магии, контролирующей сознание), богиня-дракон Такао-но Ками даровала Масахиро способность повелевать божественным огнём, который способен убить даже богов. Масахиро не убивает Гурэна, но жертвует своей жизнью, чтобы избавить его от проклятья, но выживает и стирает своё существование с памяти Гурэна.
Гурэн (яп. もっくん)
Сэйю: Кацуюки Кониси; (Моккун) Дзюнко Нода
Сикигами Сэймэя. Он когда то спас маленького Масахиро от внезапной смерти. Обычно ходит в облике белого зверька, похожего на зайца, лису и кролика. Поклялся ценой своей жизни защищать Масахиро. Повелевает огнём и самый сильнейший из 12 сикигами Сэймэя. Его настоящее имя — Тода. Сэймэй и Масахиро называют его Гурэном, а когда он в обличье зверька, Масахиро называет его Моккуном, что его раздражает. (Так как Масахиро принял сначала его за мононокэ). Ненавидит младенцев и не может находиться рядом с ними. Однако маленького Масахиро он не боялся, так как был первым, кто не испугался Гурэна и наоборот понравился ему. За 50 лет до главных событий Гурэн стал одержимым заклятием Бакугон и чуть не убил Сэймэя, что было для него страшным грехом, так как сикигами не могут причинять вред людям. После этого другие сикигами стали относиться к нему презрительно. В конце истории Гурэн снова оказывается под властью данной магии и ему ломают обруч, который сдерживал его силу. Он становится холодным и жестоким монстром, который чуть не убивает Масахиро. И тот позже одолевает Гурэна с помощью божественного огня, избавляет от проклятья и стирает память о недавних событиях, так как понимал, что Гурэн придя в себя вероятно не сможет справиться с угрызением совести перед содеянным. Он приходит в себя; но не помнит Масахиро, но как и раньше начинает следовать за ним.
Абэ-но Сэймэй (яп. 安倍晴明)
Сэйю: Мугихито (старый) Акира Исида  (молодой)
Легандарный оммёдзи и дед Масахиро. Он сильнейший экзорцист в городе. Способен на дальних расстояниях наблюдать на разными людьми. Именно он обучал в детстве Масахиро всем необходимым навыкам практики оммёдзи. Любит издеваться над Масахиро, притворяясь разочарованным стариком, который с болью смотрит на то, как Масахиро «не может справиться с элементарными вещами и все его ранние труды были напрасны». Масахиро терпеть не может слушать претензии деда и после этого уходит в гневе в комнату и начинает раскидывать вещи. Может предсказывать будущее и предостерегать. Способен высвобождать и материализовать свой дух, принимая свой молодой облик. Так он часто приходит на помощь к Масахиро, чтобы справиться с демонами или врагами. В молодости был когда то смертельно ранен Гурэном, который был под влиянием тёмной магии.
Фудзивара-но Акико (яп. 藤原彰子)
Сэйю: Санаэ Кобаяси
Принцесса и дочь Японского министра. Когда в Японию прибыли иностранные демоны (вероятно из Китая), они решили украсть Акико из-за её длинных волос. Для того, чтобы защитить принцессу император лично пригласил Сэймэя, и тот соответственно отправил Масахиро в качестве патрульного. Пока он защищал принцессу, она влюбилась в него и делала для него ароматные мешочки, которые изгоняют зло. Когда демоны сумели похитить Акико, они оставили ей рану, наслав проклятие, которое будет убивать её медленно. Когда Масахиро спасает Акико, то перенимает проклятие на себя и избавляется от него только тогда, когда убивает предводителя иностранных демонов. После этого Акико продолжает тайно встречаться с Масахиро, но отец решает выдать её замуж, и это означало бы для Акико разбитую любовь, так как после этого она рассталась навсегда с Масахиро. Поэтому её отец идёт ей на встречу и выдаёт замуж дальнюю родственницу Акико, которая зеркально похожа на неё, чтобы скрыть обман. Сама же Акико отправляется жить в дом Масахиро формально под другим именем.
Фудзивара-но Тосицугу (яп. 藤原敏次)
Сэйю: Дзюн Фукуяма
Наряду с Масахиро посещает общежитие оммёдзи. Добросовестный работник, который ценит прежде всего труд и усилие. Уверен, что Масахиро абсолютно бездарный и слабый оммёдзи (так как тот специально скрывает свои возможности и отвечает ему согласием). Несмотря на это, значительно слабее Масахиро и не способен видеть духов. Однако стремится помочь и защитить мальчика не зная о его ислтенной силе. Был одержим онра, который жаждал убить одного чиновника.
Рикуго (яп. 六合)
Сэйю: Хироки Такахаси
Один из 12 сикигами. Он защищает Сэймэя. Самый молчаливый и спокойный из всех. Он сражается с помощью длинного копья. Несколько раз спасал Кадзанэ и влюбился в неё. Перед её смертью поклялся быть всегда рядом с ней, он также ей (единственной) раскрывает настоящее имя — Саики.
Сэйрю (яп. 青龍)
Сэйю: Тосиюки Морикава
Один из 12 сикигами. Ненавидит Гурэна за то, что когда то тот напал на Сэймэя, нарушил клятву Сикигами. Также с презрением относился к Масахиро, полагая, что он абсолютно бездарный мальчишка, который никогда не сумеет стать таким же сильным как и Сэймэй. Какое то время насмехался над его способностями, но огромная воля мальчика, помочь другим и смелость перед врагом, заставили Сэйрю изменить мнение о Масахиро. Он поклялся, что если Гурэн снова ранит человека, то без колебаний убьёт его.
Такао-но Ками (яп. 高淤の神)
Сэйю: Ацуко Танака
Она божественный белый дракон местной области, где расположен город Сакураи. Иностранные демоны намеревались уничтожить Такао, овладев её землями, но после того, как Масахиро спас её, она стала помогать ему, сначала излечив его, а позже даровала ему божественный огонь, чтобы победить одержимого Гурэна. Несколько раз вселялась в Масахиро, его волосы в тот момент окрашивались в белый цвет. В облике человека имеет длинные розовые волнистые волосы. По словам Сэймэя, Такао-но Ками очень жестокая и помогает Масахиро лишь потому, что заинтересовалась им.
Куруманосукэ (яп. 車之輔)
Ёкай, имеющий форму кареты. Мчится по ночным улицам, пугая граждан. Масахиро сначала подумал, что Куруманосукэ напал на человека и устроил подгоню за ним, но он оказался абсолютно безобидным и даже пугливым. Масахиро отпустил его и подружился. Позже Куруманосукэ помогал Масахиро, перемещая его на дальние расстояния.
Кадзанэ (яп. 風音)
Она служит Тисики (веря в то, что это Рюсай), Очень сильный боец, даже может справится с сикигами. Люто ненавидит Сэймэя и его соратников так как полагает, что именно по его приказу Гурэн пытался убить её мать и Рюсая. Такую версию истории она слышала от Тисики, который лишь намеренно настраивал Кадзанэ против Сэймэя. Она несколько раз нападала на Масахиро и Сэймэя, и обвиняла их в не существующих проступках. Но те утверждали обратное и Кадзанэ стала сомневаться, где ложь, а где правда. Позже она случайно находит пещеру, где видит свою мать, замороженную в ледяной глыбе. Тисики раскрывает, что он вовсе не Рюсай и то, что он рассказывал ей — ложь и использует её как ключ к первым вратам подземного мира. Кадзанэ спасается бегством, но её смертельно ранит демон и она умирает на руках Рикуго.
Эноки Рюсай (яп. 榎岦斎)
Сэйю: Дзюнъити Сувабэ
Давний друг Сэймэя. Они путешествовали вместе долгое время. Так как Рюсай был гораздо слабее Сэймэя, он выучил запретную магию Баку-кон, которая способна взять под контроль сердце человека или демона, подчинив его своей воле. Когда Сэймэй и Рюсай отправились но гору, где «чувствуется дыхание богов», Рюсай влюбился в жрицу и похитил её вопреки правилам. Он оказался одержимым Тисики но Гудзи и попытался убить Сэймэя, а затем использовал Бакугон на Гурэне, чтобы заставить его убить Сэймэя. Гурэн смертельно ранил его а также убил и Рюсая. После этого Тисики взял мёртвое тело Рюсая и сделал его своим. После того, как Сэймэй одолел Тисики и уничтожил тело, дух Рюсая поблагодарил Сэймэя, тем самым став свободным.
Тисики-но Сосю (яп. 智鋪の宗主)
Сэйю: Рюсэи Накао
Злой дух, который 50 лет владел телом Рюсая, выдавая себя за него. Он манипулировал Кадзанэ, рассказывая ей ложную историю и запечатал во льду жрицу. Он также имеет свою духовную частицу в теле ворона, который сопровождает Кадзанэ и появляется в образе второй головы на вороне. После смерти Рюсая, он вселился в его тело. Тело же остаётся мёртвым и не нуждается в питании, но при этом стареет. Он жаждет открыть врата в преисподнюю, чтобы повелевать миром, для этого ему нужна была сила Кадзанэ, а потом и Гурэна. Заставил его бороться против Сэймэя, Масахиро и их соратников. Был уничтожен во время битвы с Сэймэем.

## Критика
Представитель сайта Anime News Network отметил, что сериал представляет собой середину между Сёнэн-ай и сериалом Loveless. Сам сериал является довольно стандартным, безобидным с элементами красивой романтики. Персонажи сами по себе являются интересными.

## Музыка
Открытие
- Egao no Wake (笑顔の訳) исполняет: Каори Хикита

Концовка
- Yakusoku (約束) исполняет: Саори Кюдзи
- Rokutōsei (六等星) исполняет: Абэ но Масахиро (Юки Каида)

## Список серий аниме
| #  | Английское название                                     | Ромадзи                                | Оригинальное название (Катакана)         | Дата выхода |
| -- | ------------------------------------------------------- | -------------------------------------- | ---------------------------------------- | ----------- |
| 01 | This boy, Seimei's successor                            | Kono shōnen, Seimei no koukei ni tsuki | この少年、晴明の後継につき               | 2006-10-03  |
| 02 | When the Imperial Palace burned                         | Oumagadoki ni dairi moyu               | 逢魔(おうま)が時(どき)に内裏(だいり)燃ゆ | 2006-10-10  |
| 03 | Listen To The Voice When Afraid Of The Dark             | Yami ni obieru koe o kike              | 闇に怯える声をきけ                       | 2006-10-17  |
| 04 | Search For The Shadow Of The Foreign Country            | Ihou no kage o sagashidase             | 異邦の影を探しだせ                       | 2006-10-24  |
| 05 | Forcing Back the Ferocious Monsters                     | Takeru youi o shirizokero              | 猛る妖異を退けろ                         | 2006-10-31  |
| 06 | Catching the Signs that Appear in the Dead of the Night | Yain ni ukabu kizashi o tsukame        | 夜陰に浮かぶ兆しを掴め                   | 2006-11-07  |
| 07 | The Hatred of the Woman Controlled by the Enemy         | kanata ni taguru onna no omoi          | 彼方に手繰る女の念(おも)い               | 2006-11-14  |
| 08 | Dispelling the Hatred that Reverberated at Kifune       | Kifune ni hibiku ensa o tomero         | 貴船に響く怨磋を止めろ                   | 2006-11-21  |
| 09 | Shattering the Binding of the Curse of Darkness         | Yami no jubaku o uchikudake            | 闇の呪縛を打ち砕け                       | 2006-11-28  |
| 10 | A Voice in Response to a Faint Wish                     | Awaki negai ni irae no koe wo          | 淡き願いに応(いら)えの声を               | 2006-12-05  |
| 11 | Hold the Symbol of the Vow Close to Heart               | Chikai no shirushi o mune ni dake      | 誓いの刻印(しるし)を胸に抱け             | 2006-12-12  |
| 12 | Penetrate the Mirror Cage                               | Kagami no ori o tsukiyabure            | 鏡の檻をつき破れ                         | 2006-12-19  |
| 13 | The Catastrophic Song Brought by the Whirlwind          | Tsujikaze ga hakobu magauta            | 辻風が運ぶ禍歌                           | 2006-12-26  |
| 14 | It is Like the Full Moon to Wane                        | Michita tsuki ga kakeru ga gotoku      | 満ちた月が欠けるが如く                   | 2007-01-03  |
| 15 | Release the Catastrophic Chains                         | Magatsu kusari o tokihanate            | 禍つ鎖を解き放て                         | 2007-01-09  |
| 16 | The Old Shadow Wanders in the Night                     | Furuki kage wa yoru ni mayoi           | 古き影は夜に迷い                         | 2007-01-16  |
| 17 | Sleep Embraced by the Snow                              | Rikka ni idakarete nemure              | 六花に抱(いだ)かれて眠れ                 | 2007-01-23  |
| 18 | That Reason is Not Known by Anyone                      | Sono riyuu wa dare shirazu             | その理由は誰知らず                       | 2007-01-30  |
| 19 | When the North Star is Clouded                          | Hokushin ni kageri sasu toki           | 北辰に翳りさす時                         | 2007-02-06  |
| 20 | Chase the Wind That Invites the Underworld              | Yomi ni izanau kaze o oe               | 黄泉に誘(いざな)う風を追え               | 2007-02-13  |
| 21 | Let the Bonds Hold in the Fires of Sin                  | Tsumi no honoo ni kizuna tae           | 罪の焔に絆絶え                           | 2007-02-20  |
| 22 | Everything for the Priestess                            | Subete wa miko no on tameni            | すべては巫女の御為に                     | 2007-02-22  |
| 23 | The Flame of Kagutsuchi Shines Majestically             | Kagutsuchi no honoo wa ogosoka ni      | 軻遇突智の焔は厳かに                     | 2007-03-06  |
| 24 | Winds of Twilight, Eyes of Daybreak                     | Tasogare no kaze, Akatsuki no hitomi   | 黄昏の風、暁の瞳                         | 2007-03-13  |
| 25 | A Dance of Junipers in a Whirl of Misfortune            | Magaki no uzu ni ibuki mau             | 禍気の渦に伊吹舞う                       | 2007-03-20  |
| 26 | Sharpen the Sword of Flame                              | Honoo no yaiba o togi sumase           | 焔の刃を研ぎ澄ませ                       | 2007-03-27  |